# McDonnell Douglas MD-11
McDonnell Douglas MD-11 je americký třímotorový, celokovový velkokapacitní dopravní letoun dolnoplošného uspořádání, určený pro střední a dlouhé tratě. Letoun má dva motory zavěšené v motorových gondolách pod křídly, třetí motor je umístěný nad ocasní částí pod směrovkou. Typ MD-11 je výrazně modernizovanou verzí letadla DC-10. Ve srovnání s DC-10 je delší, má větší rozpětí křídel a při stavbě letounu bylo použito výrazně většího množství kompozitních materiálů. MD-11 dostal i výkonnější a modernější motory a oproti DC-10 je vybaven digitálním (skleněným) kokpitem, což umožnilo snížení počtu členů posádky ze 3 u DC-10 na 2 piloty.

## Vývoj

### Počátky

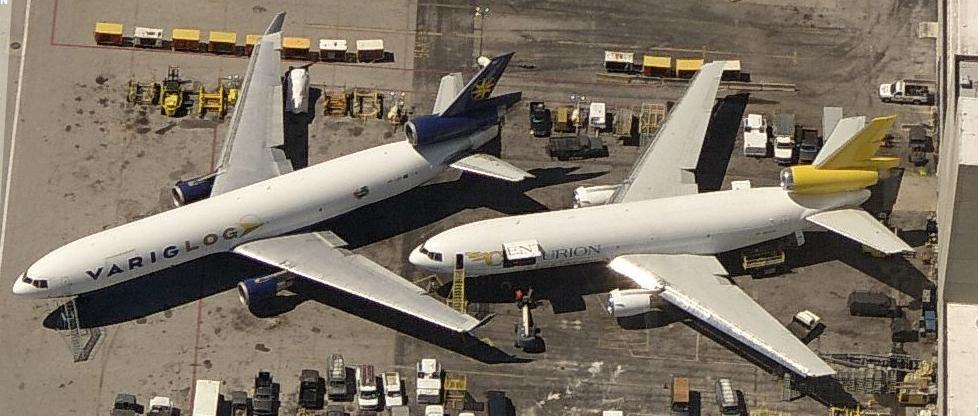
Porovnání MD-11 (vlevo) s DC-10

Ačkoliv byl program MD-11 zahájen v roce 1986, McDonnell Douglas se začal poohlížet po nástupci DC-10 již v roce 1976. Postupně vznikaly další verze DC-10 jako byly DC-10-10 nebo DC-10-30. Firma McDonnell Douglas se tím snažila zabránit odlivu zákazníků. Hlavním důvodem pro odliv zákazníků byla malá sedačková kapacita a krátký dolet. Z těchto důvodů došlo k postupnému vylepšování DC-10 a vznikaly postupně další varianty jejichž hlavní vylepšení spočívala převážně ve zvyšování přepravní kapacity a prodlužování doletu. Posledním vylepšením DC-10 byla verze DC-10-63 s přepravní kapacitou až 350 cestujících a byl navržen jako letoun pro mezikontinentální lety.
Bohužel došlo k sérii závažných nehod DC-10 (let American Airlines č.191, Western Airlines let č. 2605 a letu č.901 letecké společnosti Air New Zealand), které byly poměrně hojně zmedializovány. Tyto nehody způsobily značnou nedůvěru v letadla 3-motorové konfigurace. Tato skutečnost a celkový pokles v letectví způsobili zastavení prací na projektu DC-10-60 Super.

## Specifikace
| Varianta               | MD-11 (pax) | MD-11 (nákladní) |
| ---------------------- | --- | --- |
| Hlavní paluba          | 298: 16F + 56J + 226Y or 323: 34J+289Y or 410Y, 10-abreast                                                                                         | 26 96×125" pallets or 34 88×108" pallets 21,530 cu.ft / 609.7 m³                                                                                   |
| Dolní paluba           | 32 LD3 | 32 LD3 |
| Délka                  | GE: 202 ft 2 in / 61,6 m, PW: 200 ft 11 in / 61,2 m                                                                                                | GE: 202 ft 2 in / 61,6 m, PW: 200 ft 11 in / 61,2 m                                                                                                |
| Šířka                  | 19 ft 9 in / 6.0 m trup, 225 inches (572 cm) kabina                                                                                                | 19 ft 9 in / 6.0 m trup, 225 inches (572 cm) kabina                                                                                                |
| Křídlo                 | 170 ft 6 in / 51,97 m rozpětí, 3 648 square feet (338,9 m2) plocha (mimo winglety)                                                                 | 170 ft 6 in / 51,97 m rozpětí, 3 648 square feet (338,9 m2) plocha (mimo winglety)                                                                 |
| Výška                  | 57 stop 11 inches (17,65 m) | 57 stop 11 inches (17,65 m) |
| MTOW                   | 602 500 lb / 273 294 kg, (prodloužený dolet): 630 500 lb / 285 988 kg                                                                              | 602 500 lb / 273 294 kg, (prodloužený dolet): 630 500 lb / 285 988 kg                                                                              |
| Max. užitečné zatížení | 116 025 lb / 52 632 kg | 202 733 lb / 91 962 kg |
| Kapacita paliva        | 38 615 US gal / 146 173 L, 258 721 lb / 117,356 kg (278,821 liber (126,471 kg) s možností 3,000 US gallon (11 L) nadrže na pozici dvou palet LD3 ) | 38 615 US gal / 146 173 L, 258 721 lb / 117,356 kg (278,821 liber (126,471 kg) s možností 3,000 US gallon (11 L) nadrže na pozici dvou palet LD3 ) |
| OEW                    | 283 975 lb / 128 808 kg | 248 567 lb / 112 748 kg |
| Motory (3x)            | PW4460/62 / General Electric CF6-80C2D1F | PW4460/62 / General Electric CF6-80C2D1F |
| Max. tah (3×)          | 62,000 pounds-force (0,27579 kN) / 61 500 pounds-force (274 kN)                                                                                    | 62,000 pounds-force (0,27579 kN) / 61 500 pounds-force (274 kN)                                                                                    |
| Rychlost               | Mach 0,83–Mach 0,88 (479–507 kn; 886–940 km/h) cestovní - MMo                                                                                      | Mach 0,83–Mach 0,88 (479–507 kn; 886–940 km/h) cestovní - MMo                                                                                      |
| Dolet                  | 6,725 námořních mil (12,455 km) (298 pax. a bagáž, ER: 7 130 námořních mil (13 200 km)                                                             | 3,592 námořních mil (6,652 km) (ER, 200 309 lb / 90 860 kg už. zátěž                                                                               |
| Dostup                 | 43 000 stop (13 100 m) | 43 000 stop (13 100 m) |
| Vzlet (MTOW)           | 9,725 stop (2,964 m), ER: 10,800 stop (3 m) | 9,725 stop (2,964 m), ER: 10,800 stop (3 m) |

Zdroje: